# Conde (Bahia)
Conde é um município brasileiro do estado da Bahia. Quem nasce no município é chamado de condense. Possui uma área de 954,452 km².

## História
Os primeiros habitantes do Conde foram os índios tupinambás, e teve uma dominação similar a de vários outros municípios do Brasil. Com a concessão de Garcia D'avila, colonos portugueses exploram as terras e a partir disso criou-se o povoado de Itapicuru de Baixo, que se tornou em uma freguesia em 1792 com a edificação da igreja de Nossa Senhora do Monte de Itapicuru da praia.
No ano de 1806, a então freguesia foi elevada à categoria de vila, com o nome de Vila do Conde.

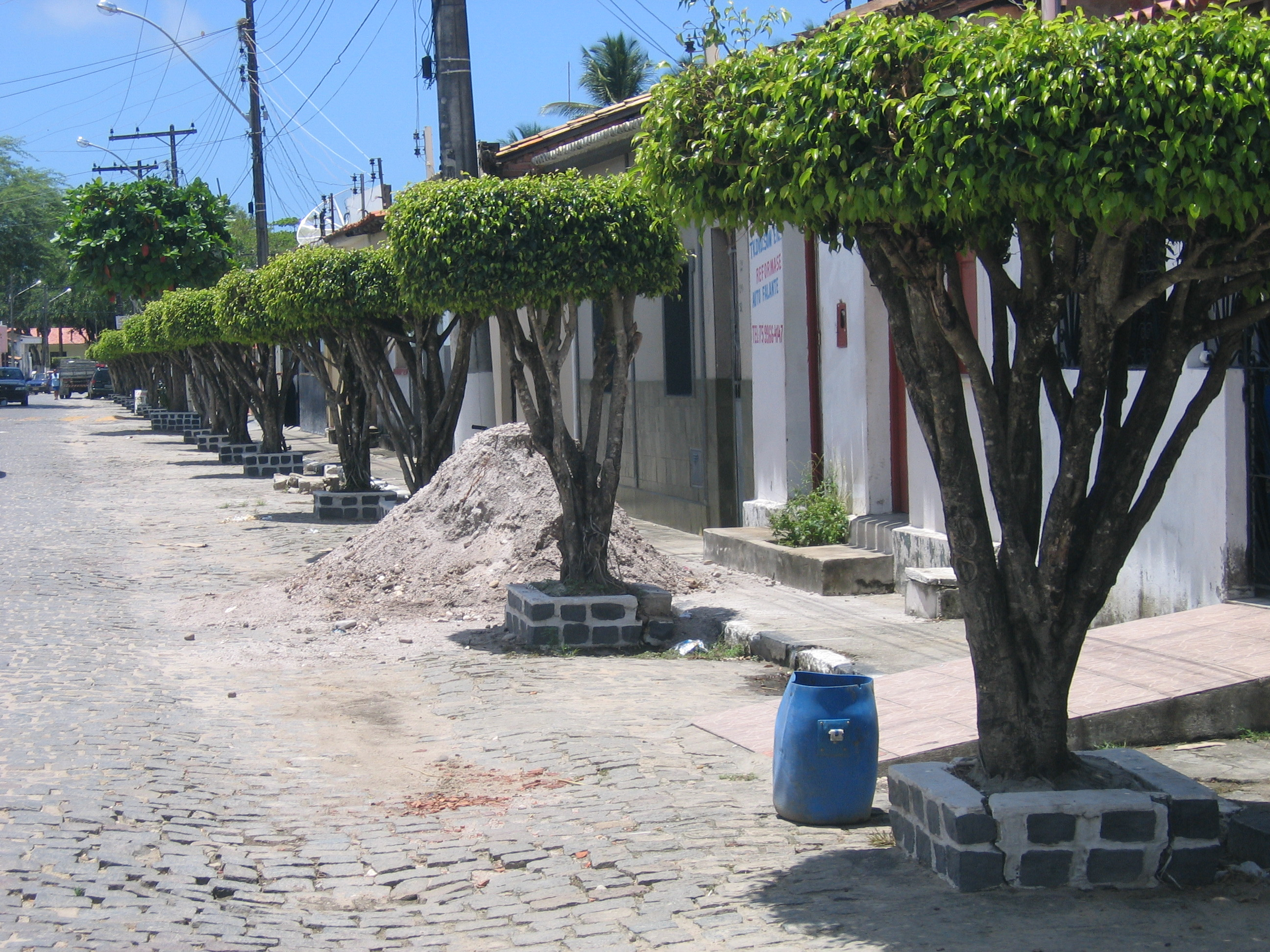
Rua no município do Conde, Bahia.

## Geografia
O município do Conde está situado na região geográfica do Litoral Norte da Bahia, nas seguintes coordenadas geográficas: 11º48’S e 37º37’W. Faz parte da Microrregião de Entre Rios. Ele tem Alagoinhas como região imediata e Salvador como região de intermediária. O município está situado a 178 km de Salvador. A principal linha de acesso, saindo de Salvador, ao município é a BA 099, a Linha Verde.
O bioma do território é a Mata Atlântica. O clima da região é úmido a subúmido e úmido.

### Demografia
A população no último censo do IBGE, 2010, foi de 23 620, e conforme estimativas do IBGE de 2021, era de 26 223 habitantes. Está na 133º posição referente aos municípios com maior população do Estado.

## Turismo
Conde concentra diversas atrações que fazem a alegria de nativos e visitantes. Dentre elas estão as diversas praias, rios, cachoeiras, dunas e construções históricas. Depois de ter acesso a esta lista, o turista já não sabe mais qual atrativo do município irá visitar primeiro.
O Conde, com suas belíssimas praias, faz parte de uma das zonas turísticas mais famosas do estado da Bahia, inclusive do Brasil, chamada de Costa dos Coqueiros. É umas das opções de turismo nacional.
Apresentando cerca de 40 quilômetros de praia, o município de Conde tem no total 10 praias em seu território.
Escorregar nas areias finas do Cavalo Russo, uma duna com aproximadamente 30 metros de altura, é uma brincadeira que encanta pessoas de todas as idades. Utilizando uma prancha, o praticante deve subir até topo da duna, respirar um pouco de ar puro e descer a toda velocidade até encontrar, no final do areal, as águas frias e calmas do rio Piranji.
Dentre as praias, há um destaque maior para a dos Artistas (também conhecida como Corre-Nu) por ficar mais próxima do famoso Sitio do Conde, além de esbanjar um mar de ondas fracas e águas cristalinas, envolto pela natureza. Lá, o turista encontrará barracas e quiosques, que vendem água de coco, cerveja gelada e deliciosos tira-gostos de frutos do mar.
O Sítio do Conde é um dos pontos mais procurados por concentrar a maioria das pousadas locais e uma grande infraestrutura turística. Ele fica a 6 km da sede do Conde e a 9 km da Linha Verde, com acesso totalmente asfaltado.
Por se tratar de uma antiga vila de pescadores, o ambiente deste lugarejo mistura uma rusticidade e sofisticação que encanta o visitante.
Siribinha, que fica no Sítio do Conde, tem duas praias de muita atração turística: A praia de Siribinha, e a Praia da Barra de Siribinha. Pra ir de Siribinha para a Barra de Siribinha é necessário fazer uso de uma embarcação.